# Kees Mulder (verzetsstrijder)
Cornelis (Kees) Mulder (Wageningen, 1 december 1895 – aldaar, 1 augustus 1965) was een Nederlandse verzetsstrijder.

## Levensloop
Mulder werkte als sigarenmaker in de Schimmelpenninck sigarenfabriek in Wageningen. In de latere jaren van zijn leven was hij werkzaam bij een drukkerij en als krantenbezorger. Na de Duitse inval in mei 1940 sloot hij zich aan het einde van dat jaar aan bij de Ordedienst (OD). Het hoofdkwartier van de Wageningse afdeling van de OD bevond zich op boerderij De Wolfswaard, waar o.a. Zwaantje Bosman (tante Zwaan) en haar zoon Jan van Roekel woonden. Hierna raakte hij meer en meer betrokken bij het verzetswerk. Zijn bijnaam was Scheve Kees; de naam waaronder hij bekend was binnen het verzet was De rode pimpernel. Zijn hoofdactiviteit was het zoeken van onderduikadressen en de zorg voor onderduikers. Zo bracht hij onder andere joodse onderduikers onder op de heide bij Bennekom.
Na de Slag om Arnhem in september 1944 was een grote groep Britse militairen achtergebleven op de Veluwe. Mulder verzamelde een aantal van hen in een schuilkelder op de begraafplaats aan de Oude Diedenweg in Wageningen.. Hij werkte daarbij samen met Dien Veenendaal-Meurs. Via de boerderij de Wolfswaard werden ze door Mulder  en Jan van Roekel in een roeiboot de Rijn overgezet. Tijdens de oversteek maakte hij met een zender contact met de geallieerden aan de overkant, zodat zij op de hoogte waren van zijn komst. Op die manier keerden 69 geallieerden terug achter de eigen linies: parachutisten, neergestorte piloten en ontsnapte krijgsgevangenen.
Aan het einde van de oorlog was Mulder ooggetuige van de capitulatiebesprekingen tussen de Duitsers en de geallieerden in Hotel De Wereld in Wageningen.
Voor zijn activiteiten ontving Mulder na de oorlog de Amerikaanse Medal of Freedom. In 1968 werd in Wageningen een weg naar hem vernoemd: de Kees Mulderweg.